# لاوینیا میلوشوویسی
لاوینیا میلوشوویسی (به انگلیسی: Lavinia Miloșovici) ژیمناست زادهٔ ۲۱ اکتبر ۱۹۷۶ میلادی اهل کشور رومانی است.